# Kachovkadam
De Kachovkadam (Oekraïens: Каховська ГЕС імені П. С. Непорожнього) is een stuwdam in de Dnjepr in Oekraïne.
Deze dam bij de plaats Nova Kachovka is de meest zuidelijke dam van een serie in de Dnjepr, en sluit het gelijknamige stuwmeer aan de zuidkant af. Bij de dam ligt een schutsluis.
Het is de zesde en meest stroomafwaarts gelegen dam van de serie. Hij werd aangelegd als waterkrachtcentrale, en ook voor irrigatie en om de rivier beter bevaarbaar te maken. De centrale heeft een opgesteld vermogen van 357 megawatt (MW).
In de ochtend van 6 juni 2023 werd een aanzienlijk deel van de dam verwoest door een explosie, waarbij een grote hoeveelheid water ongecontroleerd stroomafwaarts stroomde.

## Stuwmeer
Het stuwmeer heeft een oppervlakte van 2155 km² in de oblasten Cherson, Zaporizja en Dnjepropetrovsk. Het is 240 km lang en maximaal 23 km breed. De diepte varieert van 3 tot 26 meter en is gemiddeld 8,4 meter. Het totale watervolume is 18,2 km³. Het water wordt verder ook gebruikt als koelwater voor de Kerncentrale Zaporizja. Bij Nova Kachovka begint ook een kanaal dat helemaal op het schiereiland Krim eindigt. Het kanaal transporteert water voor irrigatiedoeleinden naar het zuiden van Oekraïne.
In september 1950 begon de bouw van de dam. De zes generatoren kwamen in 1955 en 1956 in bedrijf. Het is een rivier- of doorstroomwaterkrachtcentrale en het verval is met 14 meter beperkt. Bij dit verval heeft de centrale een opwekcapaciteit van 1420 GWh per jaar.
Het Oekraïense staatsenergiebedrijf Ukrhydroenergo is eigenaar van de centrale. Het is een van de 104 waterkrachtcentrales die in totaal zo'n 8% van de totale elektriciteitsproductie in het land levert.

## Russische invasie en eerste explosie
Op 24 februari 2022 werd de energiecentrale veroverd door Russische troepen tijdens de Russische invasie van Oekraïne.
Medio oktober 2022 waren er geruchten dat de Russen mogelijk van plan waren de dam op te blazen om het Oekraïense tegenoffensief in de regio te vertragen. Op 11 november vond een grote explosie plaats, wat te zien was op camerabeelden. De weg- en spoorgedeelten werden vernietigd, maar de dam zelf bleef grotendeels onbeschadigd.
Begin november 2022 waren de afvoerkanalen bij de dam geopend en zakte het Kachovka-reservoir naar het laagste niveau in drie decennia, dit bracht irrigatie- en drinkwaterbronnen in gevaar, evenals de koelsystemen voor de kerncentrale Zaporizja. Tussen 1 december 2022 en 6 februari 2023 zakte het waterpeil verder.
In mei 2023 bereikten de waterstanden hun hoogste geregistreerde niveaus en het water leek over de top van de dam te stromen. Dit stuwde het water tot boven het normale niveau en zorgde ervoor dat enkele nabijgelegen dorpen onder water kwamen te staan. De stijging bleek het gevolg te zijn van het feit dat de Russische autoriteiten te veel poorten gesloten hielden.

### Verwoesting van de dam
In de ochtend van 6 juni 2023 werd een aanzienlijk deel van de dam verwoest waarbij een grote hoeveelheid water ongecontroleerd stroomafwaarts stroomde. Hierdoor viel ook de watertoevoer aan de Krim (via het Noord-Krimkanaal) grotendeels weg. Tienduizenden mensen moesten worden geëvacueerd.
Oekraïne en Rusland beschuldigden elkaar over en weer van de vernietiging van de dam, die sinds de invasie in Russische handen was. Daarnaast werd rekening gehouden met het alternatieve scenario dat de dam mogelijk bezweek door de eerdere schade die de Russen hadden veroorzaakt in november 2022, in combinatie met een zeer hoge waterstand in het stuwmeer achter de dam, wat voor een hoge druk op de beschadigde dam zorgde. Eind 2023 noemt het ISW het waarschijnlijk dat de vernietiging daadwerkelijk de Oekraïners vertraagd en de Russen geholpen heeft.